# Collegio elettorale di Torino 5
Il collegio di Torino 5 fu un collegio elettorale uninominale della Repubblica Italiana per l'elezione della Camera dei deputati. Apparteneva alla Circoscrizione Piemonte 1 e fu utilizzato per eleggere un deputato nella XII, XIII e XIV legislatura.
Venne istituito nel 1993 con la cosiddetta Legge Mattarella (Legge n. 277, Nuove norme per l'elezione della Camera dei deputati), attuata in seguito al referendum abrogativo del 1993. La legge istituì per la Camera dei deputati e per il Senato della Repubblica un sistema di elezione misto, in parte maggioritario e in parte proporzionale. Il 75% dei parlamentari dell'assemblea veniva eletto in collegi uninominali tramite sistema maggioritario a turno unico; il restante 25% alla Camera veniva eletto tramite sistema proporzionale con liste bloccate.
Il collegio venne abolito insieme a tutti gli altri che costituivano la Camera con la promulgazione della legge elettorale successiva, la cosiddetta Legge Calderoli. Questa prevedeva un sistema proporzionale con premio di maggioranza, che alla Camera veniva attribuito a livello nazionale.

## Territorio
Il collegio di Torino 5 era uno dei 36 collegi uninominali in cui era suddiviso il Piemonte e, come previsto dal D.Lgs. del 20 dicembre 1993 n. 536, comprendeva parte del territorio del comune di Torino.

## Eletti
| Elezione | Elezione | Deputato       | Partito            |
| -------- | -------- | -------------- | ------------------ |
|          | 1994     | Gino Giugni    | Progressisti (PSI) |
|          | 1996     | Dario Ortolano | Progressisti (PRC) |
|          | 2001     | Laura Cima     | L'Ulivo (FdV)      |

## Dati elettorali

### XII legislatura

#### Risultati proporzionale
| Coalizioni        | Coalizioni           | Liste                           | Liste                              | Voti   | %     |
| ----------------- | -------------------- | ------------------------------- | ---------------------------------- | ------ | ----- |
|                   | Progressisti         |                                 | Partito Democratico della Sinistra | 20.165 | 24,74 |
|                   | Progressisti         | Rifondazione Comunista          | 6.408                              | 7,86   |       |
|                   | Progressisti         | La Rete - Movimento Democratico | 3.398                              | 4,17   |       |
|                   | Progressisti         | Partito Socialista Italiano     | 1.794                              | 2,20   |       |
|                   | Progressisti         | Federazione dei Verdi           | 1.606                              | 1,97   |       |
|                   | Progressisti         | Alleanza Democratica            | 939                                | 1,15   |       |
| Totale coalizione | Totale coalizione    | 34.310                          | 42,09                              |        |       |
|                   | Polo delle Libertà   |                                 | Forza Italia                       | 19.532 | 23,96 |
|                   | Polo delle Libertà   | Lega Nord                       | 6.170                              | 7,57   |       |
| Totale Coalizione | Totale Coalizione    | 25.702                          | 31,53                              |        |       |
|                   | Alleanza Nazionale   | Alleanza Nazionale              | Alleanza Nazionale                 | 8.038  | 9,92  |
|                   | Patto per l'Italia   |                                 | Partito Popolare Italiano          | 6.384  | 7,83  |
|                   | Lista Pannella       | Lista Pannella                  | Lista Pannella                     | 4.000  | 4,91  |
|                   | Verdi Verdi          | Verdi Verdi                     | Verdi Verdi                        | 2.253  | 2,76  |
|                   | Lega per il Piemonte | Lega per il Piemonte            | Lega per il Piemonte               | 547    | 0,67  |
|                   | Rinnovamento         | Rinnovamento                    | Rinnovamento                       | 240    | 0,29  |
| Totale            | Totale               | Totale                          | Totale                             | 81.519 |       |

#### Risultati uninominale
|                               | Gino Giugni ✔️ Eletto | Progressisti                             | 32 091 | 39,74 |  |  |  |  |  |
|                               | Lorenzo Pinessi       | Polo delle Libertà (FI - LN - CCD - UDC) | 27 938 | 34,60 |  |  |  |  |  |
|                               | Roberto Salerno       | Alleanza Nazionale                       | 8 987  | 11,13 |  |  |  |  |  |
|                               | Franco Cirelli        | Patto per l'Italia                       | 6 966  | 8,63  |  |  |  |  |  |
|                               | Alberto Lupi          | Verdi Verdi                              | 4 762  | 5,90  |  |  |  |  |  |
| Totale                        | Totale                | Totale                                   | 80 744 | 100   |  |  |  |  |  |
|                               |                       |                                          |        |       |  |  |  |  |  |
| Fonte: Ministero dell'interno |                       |                                          |        |       |  |  |  |  |  |

### XIII legislatura

#### Risultati proporzionale
| Coalizioni        | Coalizioni              | Liste                                     | Liste                              | Voti   | %     |
| ----------------- | ----------------------- | ----------------------------------------- | ---------------------------------- | ------ | ----- |
|                   | L'Ulivo                 |                                           | Partito Democratico della Sinistra | 17.585 | 23,12 |
|                   | L'Ulivo                 | Rinnovamento Italiano                     | 3.843                              | 5,05   |       |
|                   | L'Ulivo                 | Popolari per Prodi (PPI-SVP-PRI-UD-Prodi) | 3.474                              | 4,57   |       |
|                   | L'Ulivo                 | Federazione dei Verdi                     | 1.824                              | 2,40   |       |
| Totale coalizione | Totale coalizione       | 26.726                                    | 35,14                              |        |       |
|                   | Polo per le Libertà     |                                           | Forza Italia                       | 13.635 | 17,93 |
|                   | Polo per le Libertà     | Alleanza Nazionale                        | 3.978                              | 12,33  |       |
|                   | Polo per le Libertà     | CCD-CDU                                   | 2.333                              | 3,07   |       |
| Totale coalizione | Totale coalizione       | 19.946                                    | 33,33                              |        |       |
|                   | Progressisti            |                                           | Rifondazione Comunista             | 12.426 | 16,34 |
|                   | Lega Nord               | Lega Nord                                 | Lega Nord                          | 7.443  | 9,79  |
|                   | Lista Pannella - Sgarbi | Lista Pannella - Sgarbi                   | Lista Pannella - Sgarbi            | 1.695  | 2,23  |
|                   | Verdi Verdi             | Verdi Verdi                               | Verdi Verdi                        | 1.521  | 2,00  |
|                   | Partito Socialista      | Partito Socialista                        | Partito Socialista                 | 386    | 0,51  |
|                   | Nuove Energie           | Nuove Energie                             | Nuove Energie                      | 205    | 0,27  |
|                   | Partito Umanista        | Partito Umanista                          | Partito Umanista                   | 167    | 0,22  |
|                   | Partito Federalista     | Partito Federalista                       | Partito Federalista                | 149    | 0,20  |
| Totale            | Totale                  | Totale                                    | Totale                             | 76.064 |       |

#### Risultati uninominale
|                               | Dario Ortolano ✔️ Eletto | Progressisti        | 33 825 | 46,18 |  |  |  |  |  |
|                               | Giorgio Bissacco         | Polo per le Libertà | 27 817 | 37,98 |  |  |  |  |  |
|                               | Alfredo Pollini          | Lega Nord           | 11 608 | 15,85 |  |  |  |  |  |
| Totale                        | Totale                   | Totale              | 73 250 | 100   |  |  |  |  |  |
|                               |                          |                     |        |       |  |  |  |  |  |
| Fonte: Ministero dell'interno |                          |                     |        |       |  |  |  |  |  |

### XIV legislatura

#### Risultati proporzionale
| Coalizioni        | Coalizioni              | Liste                   | Liste                   | Voti   | %     |
| ----------------- | ----------------------- | ----------------------- | ----------------------- | ------ | ----- |
|                   | L'Ulivo                 |                         | Democratici di Sinistra | 15.451 | 21,68 |
|                   | L'Ulivo                 | La Margherita           | 11.748                  | 16,48  |       |
|                   | L'Ulivo                 | Comunisti Italiani      | 1.336                   | 1,87   |       |
|                   | L'Ulivo                 | Il Girasole             | 632                     | 0,89   |       |
| Totale coalizione | Totale coalizione       | 30.167                  | 40,92                   |        |       |
|                   | Casa delle Libertà      |                         | Forza Italia            | 21.133 | 29,65 |
|                   | Casa delle Libertà      | Alleanza Nazionale      | 5.575                   | 7,82   |       |
|                   | Casa delle Libertà      | Lega Nord               | 1.945                   | 2,73   |       |
|                   | Casa delle Libertà      | CCD-CDU                 | 808                     | 1,13   |       |
|                   | Casa delle Libertà      | Nuovo PSI               | 485                     | 0,68   |       |
| Totale coalizione | Totale coalizione       | 29.946                  | 42,01                   |        |       |
|                   | Rifondazione Comunista  | Rifondazione Comunista  | Rifondazione Comunista  | 6.137  | 8,61  |
|                   | Lista Di Pietro         | Lista Di Pietro         | Lista Di Pietro         | 3.030  | 4,25  |
|                   | Lista Pannella - Bonino | Lista Pannella - Bonino | Lista Pannella - Bonino | 1.541  | 2,16  |
|                   | Verdi Verdi             | Verdi Verdi             | Verdi Verdi             | 936    | 1,31  |
|                   | Democrazia Europea      | Democrazia Europea      | Democrazia Europea      | 466    | 0,65  |
|                   | Abolizione scorporo     | Abolizione scorporo     | Abolizione scorporo     | 42     | 0,06  |
| Totale            | Totale                  | Totale                  | Totale                  | 71.265 |       |

#### Risultati uninominale
|                               | Laura Cima ✔️ Eletto    | L'Ulivo            | 36 209 | 51,49 |  |  |  |  |  |
|                               | Teresa Anna Maria Benso | Casa delle Libertà | 26 881 | 38,23 |  |  |  |  |  |
|                               | Pierfranco Risso        | Lista Di Pietro    | 3 955  | 5,62  |  |  |  |  |  |
|                               | Rita Danila Murgia      | Verdi Verdi        | 2 098  | 2,98  |  |  |  |  |  |
|                               | Antonio Piarulli        | Democrazia Europea | 1 176  | 1,67  |  |  |  |  |  |
| Totale                        | Totale                  | Totale             | 70 319 | 100   |  |  |  |  |  |
|                               |                         |                    |        |       |  |  |  |  |  |
| Fonte: Ministero dell'interno |                         |                    |        |       |  |  |  |  |  |